# Campaniloidea
Campaniloidea Douvillé, 1904 è una superfamiglia di molluschi gasteropodi della sottoclasse Caenogastropoda.

## Descrizione
Le specie della superfamiglia Campaniloidea condividono alcuni caratteri morfologici con le altre specie del clade Sorbeoconcha. Fra questi un flusso principale inalante nella cavità palleale, un sistema nervoso epiatroide, una struttura fine dell'osfradio e sacco radulare arrotolato.
Un carattere specifico dei Campaniloidea è la morfologia dello sperma fecondato, (eusperma) caratterizzato da sette-otto mitocondri rettilinei con creste non modificate, in parte racchiusi da una guaina di strutture segmentate dense (probabilmente non mitocondriali).

## Tassonomia

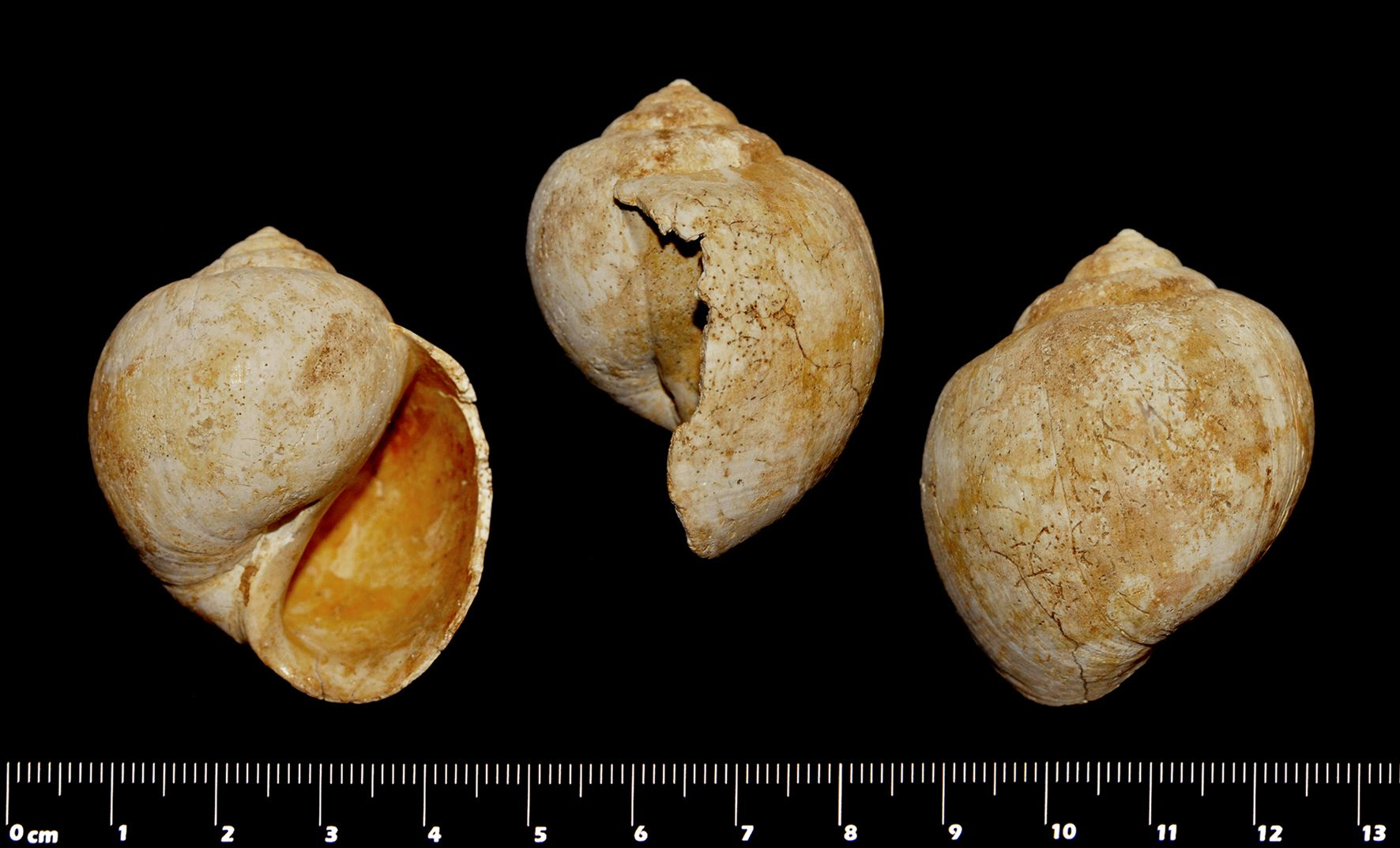
Ampullina lignitarum (Ampullinidae)

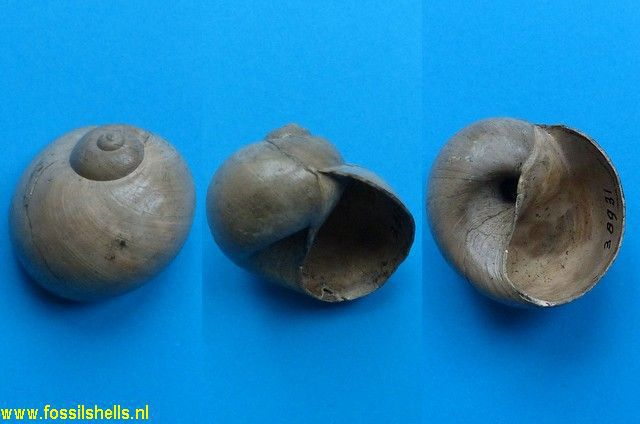
Gyrodes sp. (Gyrodidae)

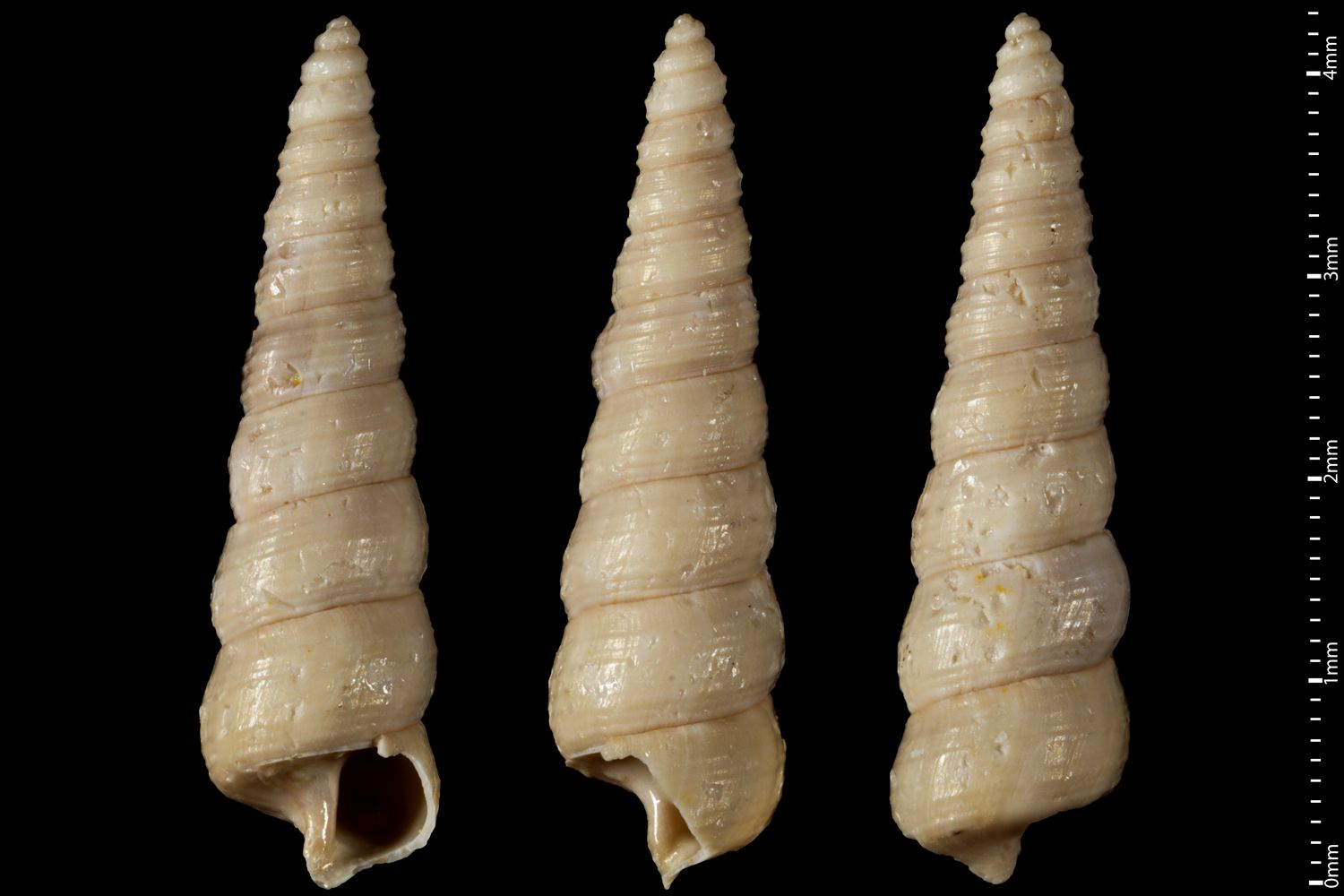
Trypanaxis deceptrix (Trypanaxidae)

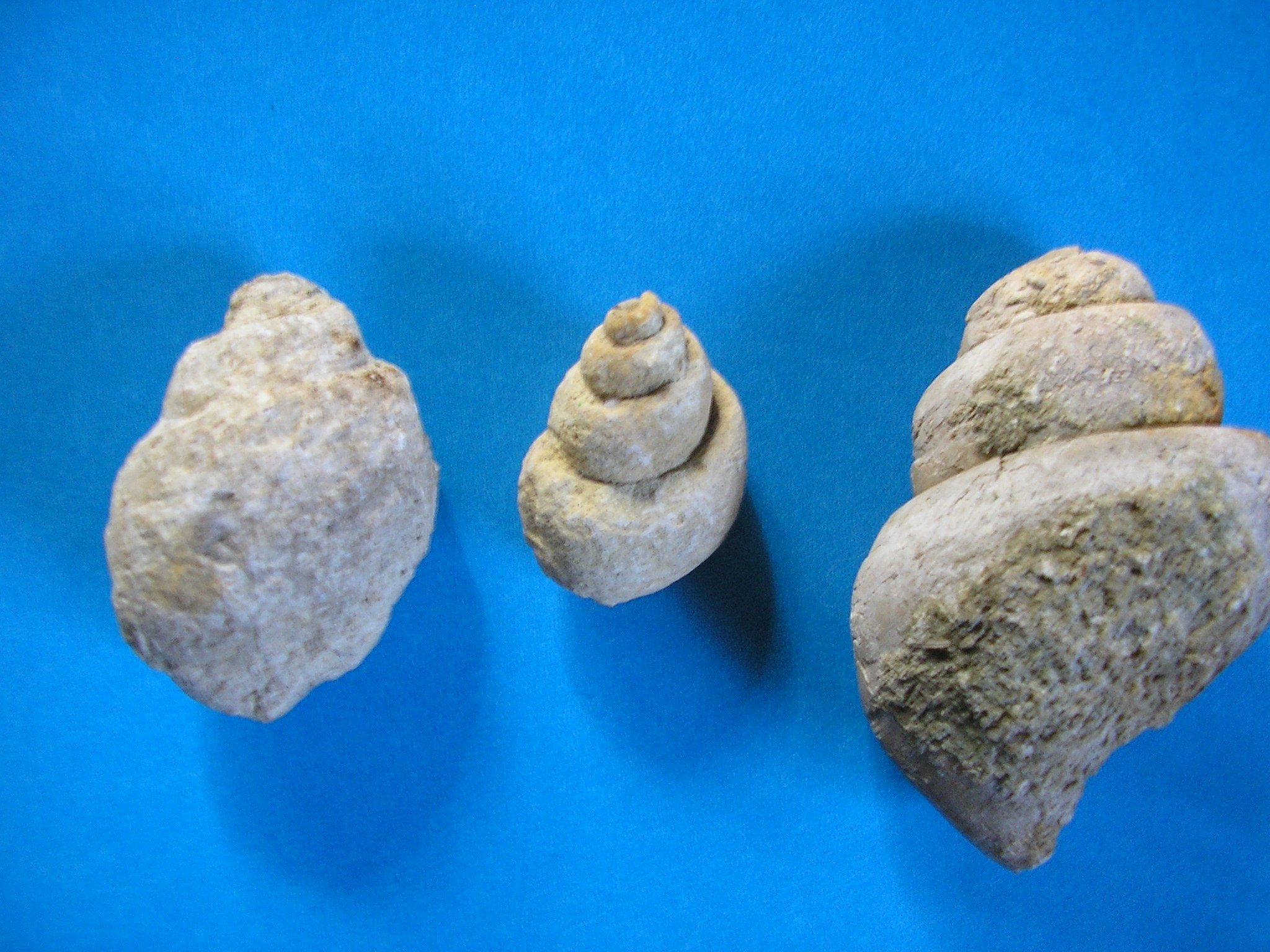
Tylostoma sp. (Tylostomatidae)

Nella classificazione dei Gastropoda di Bouchet e Rocroi del 2017 la superfamiglia Campaniloidea è stata posta, insieme alla Cerithioidea in un gruppo non assegnato di Caenogastropoda. Questa collocazione è anche coerente con quanto rilevato nell'analisi morfologica di Ponder et al. del 2008 in cui l'albero filogenetico a consenso rigoroso vede la Cerithioidea e la Campaniloidea come taxa sorelle e Viviparidae come sorella di questo clade + Hypsogastropoda. Nell'albero a regole di maggioranza dell'analisi combinata i Campaniloidea sono fratelli di Cerithioidea + Hypsogastropoda.
La superfamiglia contiene dieci famiglie di cui tre esistenti:
- Famiglia Ampullinidae Cossmann, 1919
- Famiglia Campanilidae Douvillé, 1904
- Famiglia † Diozoptyxidae Pchelintsev, 1960
- Famiglia † Gyrodidae Wenz, 1938
- Famiglia † Metacerithiidae Cossmann, 1906
- Famiglia Plesiotrochidae Houbrick, 1990
- Famiglia † Settsassiidae Bandel, 1992
- Famiglia † Trypanaxidae Gougerot & Le Renard, 1987
- Famiglia † Tylostomatidae Stoliczka, 1868
- Famiglia † Vernediidae Kollmann, 2005